# أوكيلوفكا
اوكيلوفكا (بالروسية: Окуловка) هي إحدى مدن روسيا في الكيان الفدرالي الروسي نوفغورود أوبلاست.